# Kees Verplanke
Cornelis (Kees) Jansen Verplanke (Haarlem, 26 februari 1925 - Hendrik-Ido-Ambacht, 10 februari 1997) was een Nederlands politicus voor de ARP. 

## Leven en werk
Hij werd geboren als zoon van Eimert Cornelis Jansen Verplanke (1893-1988) en Johanna Cicilia Schreuders (*1896). Na zijn doctoraalexamen rechten aan de Vrije Universiteit Amsterdam in 1948 was C. Jansen Verplanke van 1949 tot 1954 werkzaam als wetenschappelijk medewerker van de Dr. Abraham Kuyperstichting, het wetenschappelijk instituut van de ARP. Van december 1954 tot maart 1955 was hij werkzaam als gemeenteambtenaar bij de gemeente Den Haag. Per 16 maart 1955 werd hij benoemd tot burgemeester van 's-Gravendeel. Hij zou tot 1971 burgemeester van deze gemeente zijn. In 1963 promoveerde hij aan de Vrije Universiteit op een proefschrift over de subsidiëring van kerkenbouw. Op 20 november 1964 werd hij waarnemend burgemeester van Stellendam. Na de samenvoeging op 1 januari 1966 van Goedereede, Stellendam en Ouddorp tot de gemeente Goedereede was hij daar waarnemend burgemeester tot 1 april 1966, toen H.J. Smith burgemeester van Goedereede werd. Per 1 februari 1971 volgde de benoeming tot burgemeester van Ridderkerk tot zijn pensionering in 1990. Tevens was hij voorzitter van de Vereniging van Nederlandse Gemeenten VNG gedurende 1980 en 1981, lid van het dagelijks bestuur van de International Union of Local Authorities IULA gedurende de periode 1980 tot 1987 en 13 jaar voorzitter van de Vereniging van Zuid Hollandse Gemeenten van 1975 tot 1988.
In de periode voor zijn burgemeesterschap was Verplanke actief binnen de ARJOS, de jongerenvereniging van de ARP. Vanaf 1950 was hij lid van het hoofdbestuur, onder meer als tweede voorzitter. Verplanke was een prominent lid van de Christelijke Gereformeerde Kerken, die hij vertegenwoordigde in het Interkerkelijk Contact in Overheidszaken. Van 1948 tot 1970 was Verplanke secretaris van de Gereformeerde Organisten Vereniging GOV.
Kees Verplanke trouwde in 1955 met drs. Akke Cnossen (1923-2017), de oudste dochter van Taeke Cnossen. Zij kregen drie kinderen.

## Voornaamste publicaties
- Onze houding tot de S.G.P. ('s-Gravenhage: Antirevolutionaire Partijstichting, [1952])
- Uw dienaar 't aller stond (Amsterdam: Ds. H. Janssenfonds, [1954])
- Subsidiëring van de kerkenbouw (Arnhem: Vuga, 1963; proefschrift Vrije Universiteit)

## Onderscheiding
- Officier in de Orde van Oranje-Nassau, 16 maart 1980